# Rohrbach-lès-Bitche
Rohrbach-lès-Bitche é uma comuna francesa na região administrativa de Grande Leste, no departamento de Mosela. Estende-se por uma área de 13,28 km². Em 2010 a comuna tinha 2 346 habitantes (densidade: 176,7 hab./km²).